# Paraschizidium graecum
Paraschizidium graecum là một loài chân đều trong họ Armadillidiidae. Loài này được Schmalfuss miêu tả khoa học năm 1981.